# Pravilo pet sekundi
Pravilo pet sekundi, ponekad poznato i kao pravilo 10 sekundi, mit o sigurnosti hrane, odnosno praznovjerje, prema kojemu je sigurno i dopušteno pojesti hranu koja je pala na tlo ako je se podigne s tla u roku od pet ili deset sekundi.
Bakteriolog, profesor Anthony Hilton s britanskog Sveučilišta Aston u Birminghamu, proveo je istraživanje o pravilu 5 sekundi i zaključio da se hrana može pojesti ako se brzo podigne. Dakako, naveo je da može postojati određeni stupanj rizika, ali da stupanj kontaminacije hrane bakterijama ovisi o vrsti poda na koju je hrana pala, vrsti hrane i vremenu provedenom na podu. Unatoč tome, istraživači upozoravaju da, bez obzira na brzinu kojom podignemo hranu koja je pala na pod, postoji vjerojatnost zaraze od raznih bakterija, što ovisi o bakterijama koje nam se nalaze na podu.
Isto istraživanje navodi kako se kruta i suha hrana, poput kolačića, biskvita, suhog tosta ili sendviča može podići s poda u roku od 30 minuta i pojesti bez opasnosti za ljudsko zdravlje. Iako se vjeruje da su tepisi osobito nečiste površine, pune grinja i bakterija, zapravo su mnogo manje rizične od pločica i laminata. Istraživanje je pokazalo i da ljepljiva hrana i vlažne namirnice nije preporučeno pojesti nakon podizanja s poda.
Usprkos tome što je istraživanje provedeno na Sveučilištu Aston djelomično potvrdilo ispravnost pravila 5 sekundi, neka prethodna istraživanja, poput onog Sveučilišta Rutgers, pokazala su da je moguć prijenos bakterija na hranu već za manje od jedne sekunde.
S druge strane, studija koju su proveli Miranda i Schaffner potvrdila je stav da je pravilo 5 sekundi mit te da konzumacija hrane koja je pala na pod značajno povećava rizik od unosa bakterija koje mogu biti uzročnici trovanja hranom. Njihovo istraživanje i pokusi su pokazali da se kontaminira bakterijama čak i hrana koja se vrlo brzo podigne iako su utvrdili da hrana nakuplja sve više bakterija što dulje stoji na podu.
Primjenom pravila 5 sekundi i konzumacijom hrane podignute s poda ljudi se izlažu zarazi Escherichijom coli i salmonelom. Obje bakterije mogu izazvati teške želučane tegobe, a u nekim slučajevima i smrtni ishod.
Istraživanjem koje je proveo 2007. godine dr. Paul Dawson pokazao je da nije toliko bitno koliko dugo hrana stoji na tlu, nego koliko se bakterija nalazi na površini na koju je pala hrana.